# Лебедев, Сергей Александрович (военачальник)
Серге́й Алекса́ндрович Ле́бедев (1890—1940) — генерал-лейтенант РККА (1940), участник Первой мировой, Гражданской и советско-финляндской войн.

## Биография
Родился в 1890 году. В 1912 году окончил школу прапорщиков, а в 1927 году — курсы усовершенствования командного состава.
Во время Первой мировой войны служил штабс-капитаном. Был призван в Красную армию в 1918 году. Был завхозом 1-го артиллерийского дивизиона 52-й стрелковой дивизии во время Гражданской войны. С февраля 1922 года был делопроизводителем штаба Московского военного округа, с марта этого-же года был командиром батареи 18-го Ростовского сводного артдивизиона, с июня 1922 года — командир батареи. Более 10 лет командовал артиллерийским полком дивизии имени "Тульского пролетариата"
С февраля 1939 года был заместителем начальника РККА, а после — начальником управления боевой подготовки артиллерии РККА. Скончался 2 ноября 1940 года. Похоронен  на Новодевичьем кладбище Москвы.

## Награды
- орден Красной Звезды
- медаль "ХХ лет РККА"